# Organizacja międzynarodowa
Organizacje międzynarodowe – niejednorodna grupa uczestników stosunków międzynarodowych dzieląca się pod względem statusu prawnomiędzynarodowego na międzynarodowe organizacje rządowe (ang. International Governments Organizations – IGOs) i międzynarodowe organizacje pozarządowe (ang. International Non-Government Organizations – INGOs). Mianem rządowych określa się zorganizowane przez państwo struktury utworzone w celu rozwoju współpracy. Muszą być one związkiem minimum trzech suwerennych państw, posiadać zdefiniowany cel i być powołane z mocy umowy międzynarodowej. Z kolei określenie międzynarodowych organizacji pozarządowych zdefiniowano w rezolucji RGiS ONZ z 27 lutego 1950 jako organizacje działające w sferze stosunków międzynarodowych, które nie zostały utworzone na podstawie umowy międzynarodowej. Ponadto członkostwo w tych organizacjach z natury jest otwarte dla zainteresowanych stron. Ich działalność opiera się na statutach i regulaminach, czyli aktach o charakterze wewnętrznym.

## Historia
Pojawienie się i rozwój organizacji międzynarodowych związany jest z procesem instytucjonalizacji stosunków międzynarodowych i zmieniającą się pozycją państw w systemie międzynarodowym. Źródeł instytucji arbitrażu międzynarodowego część badaczy dopatruje się już w starożytnej Grecji. W tym samym okresie powstawały już także związki państw o charakterze religijno-politycznym (tzw. amfiktionie, np. Amfiktionia Delficka) oraz związki o charakterze polityczno-militarnym (tzw. symmachie, np. Związek Peloponeski).
Pierwsze organizacje międzynarodowe w epoce nowożytnej powstały w XIX wieku. Miały one stosunkowo wąski zakres działania i pełniły głównie funkcje natury administracyjnej. W 1850 powstał Związek Telegraficzny Państw Niemieckich i Holandii (zastąpiony w 1865 przez Międzynarodowy Związek Telegraficzny), w roku 1874 – Powszechny Związek Pocztowy, w 1875 – Międzynarodowy Związek Metryczny, w 1883 – Związek Ochrony Własności Przemysłowej, w 1886 – Związek Ochrony Własności Literackiej i Artystycznej, a w 1890 – Międzynarodowe Biuro Publikacji Taryf Celnych. Z racji swego charakteru organizacje te nazywano związkami celowymi lub uniami administracyjnymi. Ich powstanie wiązało się ze zmianą w strukturze systemu międzynarodowego – na przełomie XVIII i XIX wieku pojawiły się bowiem nowe mocarstwa, stopniowo ożywiał się też handel międzynarodowy. Ponadto pojawiały się nowe wynalazki, które otwierały możliwość intensyfikacji współpracy gospodarczej na skalę międzynarodową. Aby umożliwić ten proces wypracowano zatem nowe formuły kooperacji między państwami. Np. po wynalezieniu maszyny parowej wzrosła rola transportu morskiego. Z czasem dostrzeżono, że brak regulacji w tym zakresie oznacza duże ryzyko dla dostawców – w 1874 powołano zatem Międzynarodową Unię Ubezpieczeń Morskich. Z kolei w związku z rozwojem handlu utworzono Międzynarodowe Biuro Miar i Wag w 1875, którego zadaniem było m.in. opracowanie jednolitego systemu miar. Innym przykładem była próba standaryzacji obserwacji meteorologicznych – przejawem tego było powołanie Międzynarodowej Organizacji Meteorologicznej w 1878 roku.
Jednocześnie powstawały także organizacje o charakterze pozarządowym, jak np. Międzynarodowe Biuro Pokoju (1892), Międzynarodowy Komitet Olimpijski (1894), czy też Międzynarodowa Rada Pielęgniarek (1899). Przełom stanowiło zainicjowanie powołania Ligi Narodów w 1919 – pierwszego systemu bezpieczeństwa zbiorowego, a zarazem organizacji międzynarodowej o charakterze ogólnym. Była to pierwsza organizacja uniwersalna i zorientowana na kooperację o charakterze politycznym. Stała się ona również oznaką zmiany sposobu myślenia przez część decydentów politycznych – po raz pierwszy w historii nowożytnej uznano, że tego rodzaju forma współpracy może być przede wszystkim szansą skutecznego działania, a nie tylko ograniczeniem suwerennej woli państw.

## Klasyfikacja i liczebność
Poniższa klasyfikacja wraz z przykładami organizacji międzynarodowych opiera się na klasyfikacji dokonanej przez Yearbook of International Organization w 2000 roku (dane z okresu 1999–2000):
- Konwencjonalne organizacje rządowe – 263
  - federacje organizacji międzynarodowych – 1 – Organizacja Narodów Zjednoczonych
  - organizacje o członkostwie uniwersalnym – 34 – np. Organizacje wyspecjalizowane ONZ
  - organizacje międzykontynentalne – 37 – np. Międzynarodowe Biuro Wystaw Światowych, Biuro Rolne Narodów Wspólnoty
  - organizacje regionalne o ograniczonym członkostwie – 191 – np. Rada Europy
- Konwencjonalne organizacje pozarządowe – 4928
  - federacje organizacji międzynarodowych – 38
  - organizacje o członkostwie uniwersalnym – 436
  - organizacje międzykontynentalne – 801
  - organizacje regionalne o ograniczonym członkostwie – 3653
- Pozostałe organizacje międzyrządowe – 1823
  - organizacje wydzielające się lub półautonomiczne – 725 – np. Konferencja Narodów Zjednoczonych ds. Handlu i Rozwoju
  - organizacje specjalistyczne – 706 – np. Zorganizowany Globalny System Usług
  - organizacje narodowe zorientowane międzynarodowo – 59 – np. część wspólnych przedsięwzięć w ramach dawnej RWPG
  - organizacje nieaktywne lub rozwiązywane – 333
- Pozostałe organizacje pozarządowe – 7267
  - organizacje wydzielające się lub półautonomiczne – 1660
  - organizacje specjalistyczne – 2745 International Human Rights Commission[11]
  - organizacje narodowe zorientowane międzynarodowo – 59
  - organizacje nieaktywne lub rozwiązywane – 2812

Powyższa klasyfikacja pomija jednak organizacje o charakterze specjalnym – takie jak organizacje religijne, międzynarodowe struktury o charakterze pomocniczym, organizacje narodowe etc. – łącznie ich liczbę w okresie 1999-2000 określono na 21772 (z czego 3648 miało charakter rządowy, zaś 18124 pozarządowy). Sumarycznie wyróżniano zatem wówczas ponad 36 tysięcy organizacji międzynarodowych.

## Funkcje organizacji międzynarodowych
Wojciech Morawiecki w publikacji „Funkcje organizacji międzynarodowej” wyróżnił trzy podstawowe funkcje:
- funkcja regulacyjna – polega na regulowaniu postępowania państw w stosunkach międzynarodowych przez tworzenie norm i wzorców,
- funkcja operacyjna – polega na bezpośrednim świadczeniu przez organizację usług za pomocą własnych decyzji, organów i środków, którymi dysponują,
- funkcja kontrolna – polega na kontrolowaniu postępowania państw i ustalaniu, czy jest ono zgodne z przyjętymi zobowiązaniami.

Niektóre organizacje pełnią także inne funkcje, np. arbitrażowe i sądowe (prowadzą działalność rozjemczą) czy zarządcze (przykładowo Międzynarodowa Organizacja Dna Morskiego zarządza eksploatacją zasobów mórz i oceanów).